# پرواز شماره ۳۰۷ تای
پرواز شماره ۳۰۷ تای (به انگلیسی: TAI Flight 307) یک پرواز شرکت تای از بوردو، فرانسه به مقصد آبیجان، ساحل عاج بود که در آن ۵۶ مسافر و ۹ خدمه حضور داشتند، در تاریخ ۲۴ سپتامبر ۱۹۵۹ در فرودگاه بوردو دچار سانحه شد و ۵۴ نفر جان باختند.